# Anchusa strigosa
Anchusa strigosa là loài thực vật có hoa trong họ Mồ hôi. Loài này được Banks & Sol. mô tả khoa học đầu tiên năm 1794.